# 韓國教員大學
韓國教員大學（韩语：／ Hanguk Gyowon Daehakgyo）是位於大韓民國忠清北道清州市的一所國立師範大學。1984年根据高等教育法第43条和韩国教育大学校长令成立。作为韩国唯一一所具有综合师范大学地位的大学，在教育部长官的管辖下，为幼儿园、小学和中学各级培养教师，负责教师的再教育，开展教育研究工作，分管教师培训和教育研究三大职能。

## 歷史
韓國教員大學於1984年根據《韓國教員大學設置法》設立，旨在統一並專門化全國師資培育體系。該校為國立高等教育機構，隸屬於韩国教育部，主要負責培養初等與中等教育階段的教師、教育行政人員以及教育研究人才。
學校校本部於1985年遷至忠清北道清州市兴德区現址，並於同年開始招收學生。創校初期設有初等教育學系與數個中等教育學系，隨後逐步擴展至教育政策、教育心理、特殊教育等領域。
1993年，學校設立教育研究生院，進一步推進教育相關的學術研究與高階人力資源培育。2000年代以後，學校亦開展教育資訊化、遠距教學與教師在職培訓等相關領域的研究與課程發展。
作為韓國唯一的國立教員大學，該校在師資培育政策的實施與研究方面具有一定地位，並與國內外多所教育機構進行學術交流與合作。